# Yasmina Nuny
Yasmina Nuny Silva és una escriptora i poeta de Guinea Bissau. Va completar els seus estudis de grau en Economia Política a la Universitat de Birmingham, on també es va especialitzar en Estudis Africans.
Yamina Nuny va néixer a Portugal i es va criar a diferents països africans abans d'anar a estudiar al Regne Unit. Va començar a actuar el 2016 en esdeveniments literaris participant al Heaux Noire (Londres), Funkenteleky (Birmingham) i al Verve Poetry Festival R.A.P. Party (Birmingham). Escriu tant en anglès com en crioll, la seva llengua materna, per retratar existències plurals i intraduïbles.
Té articles publicats als canals d'informació EuroNews Green i World Politics Review sobre Guinea Bissau, i ha actuat en esdeveniments com el Sofar Sounds i TEDx University of Birmingham.

## Obra
La seva col·lecció debut Anos Ku Ta Manda es va publicar el 2019 amb l'editorial Verve Poetry Press. Abans, però, havien aparegut poemes seus en altres col·leccions de la mateixa editorial:
- Wild Dreams & Louder Voices (2018, participació)
- Besharam (2018, participació)
- Anos Ku Ta Manda (2021)